# ダイヤ昭石
株式会社ダイヤ昭石 （ダイヤしょうせき）は、出光興産・三菱商事エネルギー直系の、石油販売・ガソリンスタンドの運営などを行う日本の企業である。
三菱商事を中心とした三菱グループは、三重県四日市市に所在する昭和四日市石油の株式を25%保有しており、昭和四日市石油から精製される製品の引取を行っている。
ガソリンスタンド単独店舗のほとんどは旧昭和シェル石油時代以来のシェルブランド、あるいはそれから転換したapollostationブランドとなっている。ショッピングセンター併設店は出光（旧昭和シェル）系のファンタジスタ、三菱商事エネルギー系のDMガスステーションとなっている。
なお、全国に展開されているローソン併設のダイヤ昭石が運営するセルフ式ガソリンスタンドの一部は、石油元売り系・総合商社系のどちらのブランドでもないローソンブランドの給油所となっており、店舗によって出光（旧昭和シェル）もしくは三菱商事エネルギーから製品の供給を受けている。
2021年（令和3年）5月24日に東京都新宿区西五軒町の住友不動産飯田橋ビル3号館から現住所に移転した。

## ギャラリー

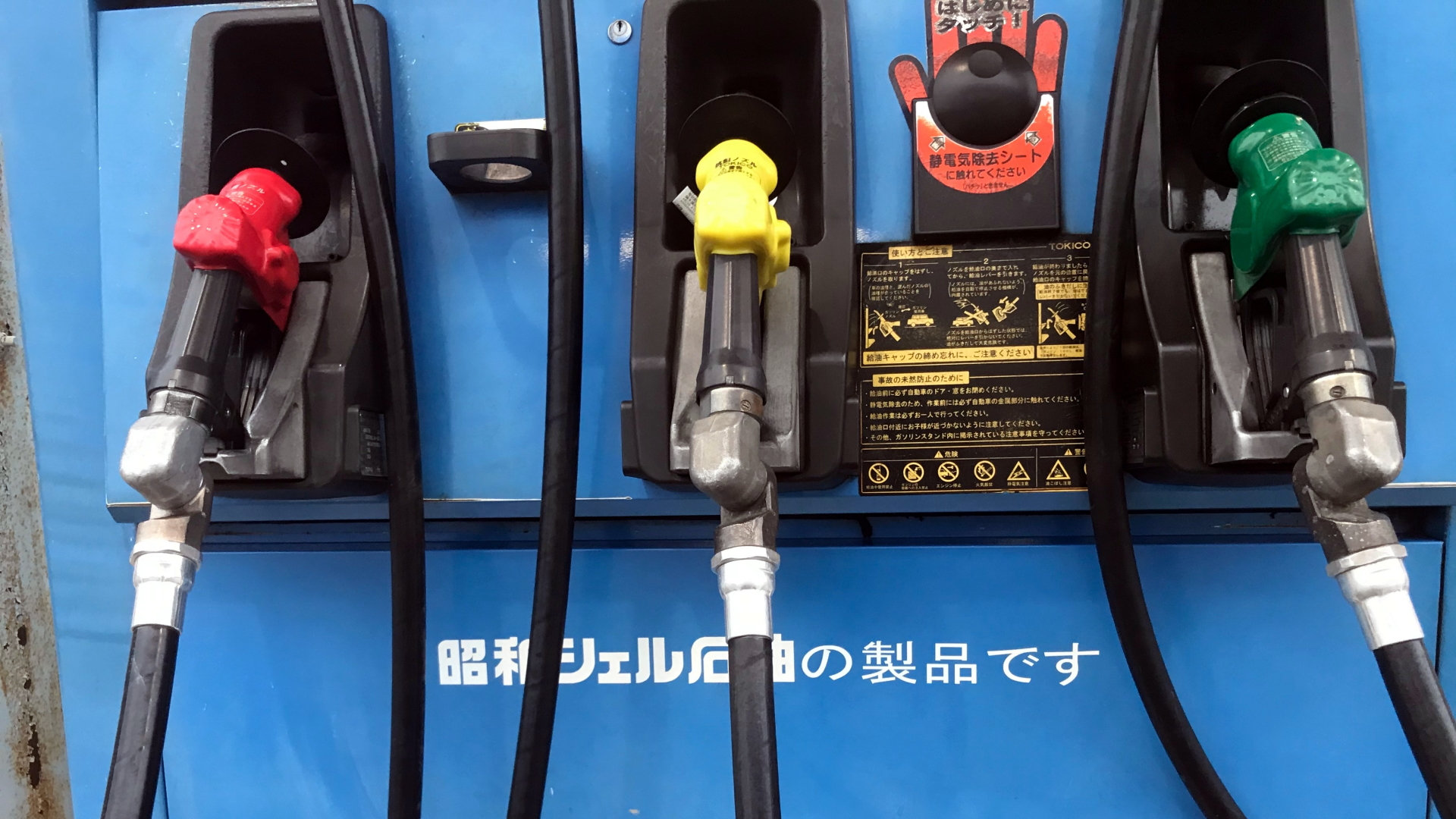
「昭和シェル石油の製品です」の表記のある計量器
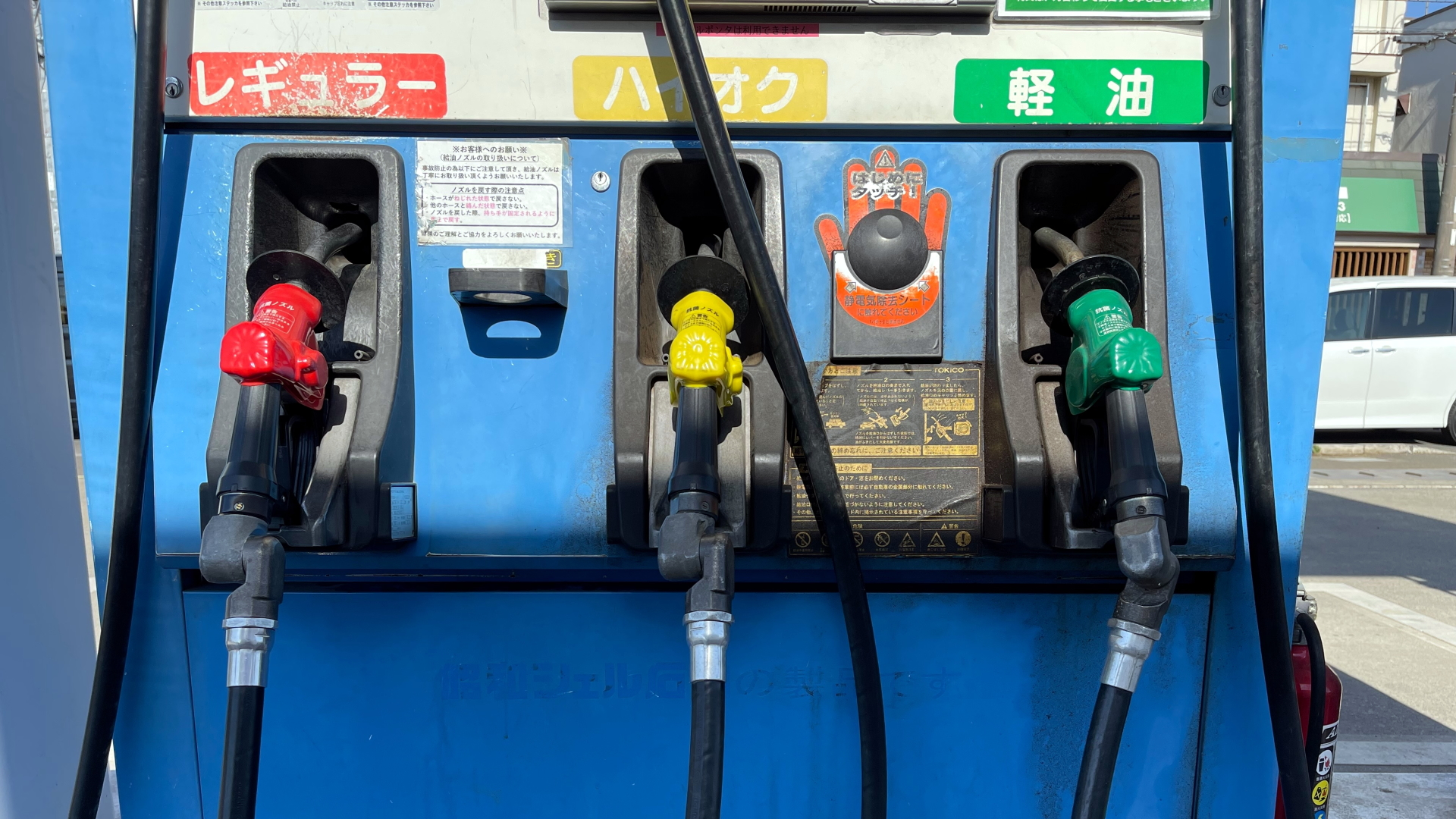
「昭和シェル石油の製品です」の表記を消された計量器
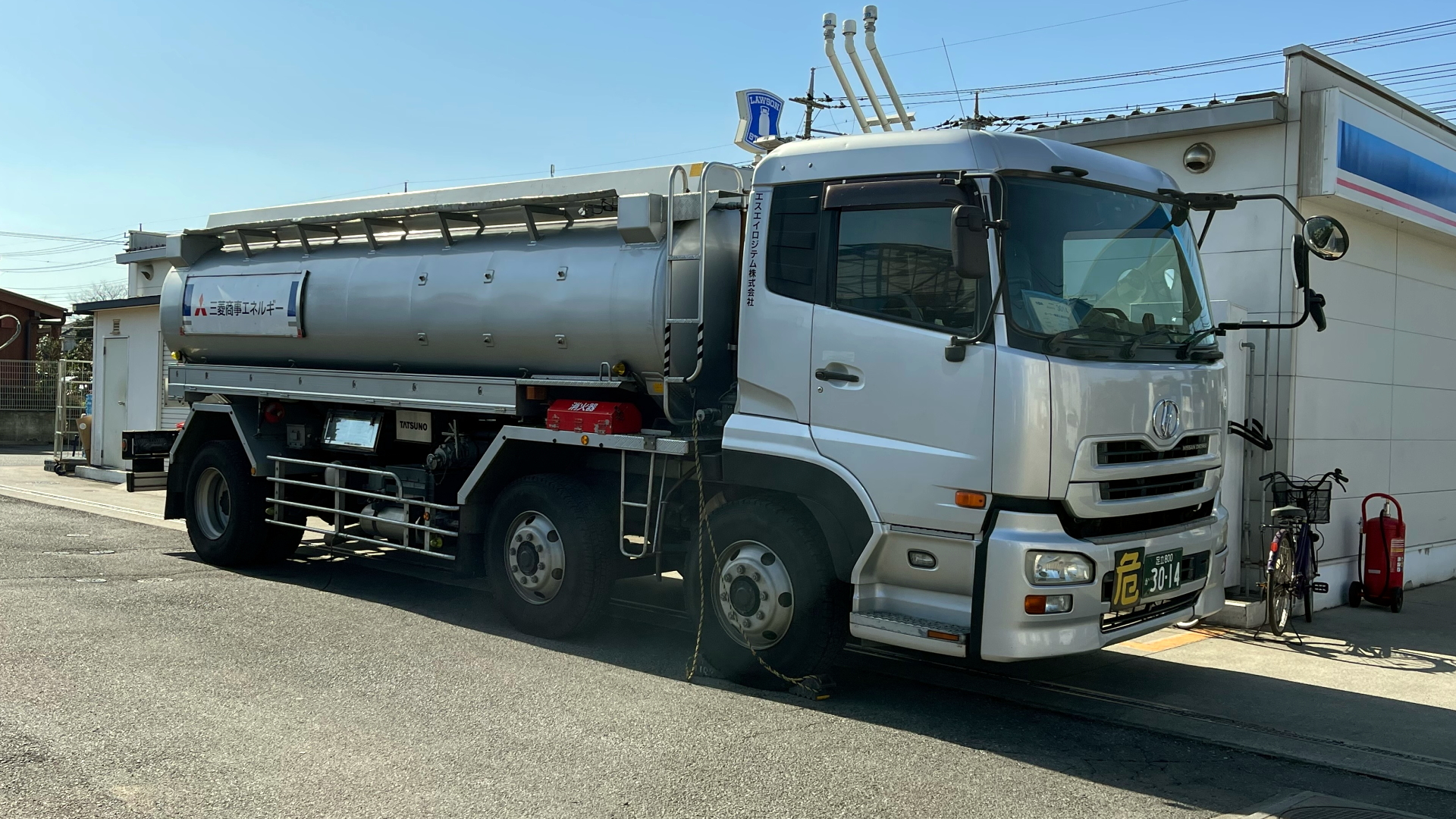
ローソンブランドの給油所において積み下ろしする三菱商事エネルギー表記のタンクローリー